# Comercio de esclavos africanos
Este artículo trata sobre los sistemas de esclavitud dentro de África, la historia y los efectos del comercio de esclavos sobre África; para el comercio transahariano véase comercio árabe de esclavos, para el comercio transatlántico véase comercio atlántico de esclavos, para otros términos relacionados véase diáspora africana y Maafa.
El comercio de esclavos africanos fue una de las prácticas realizadas con esclavos capturados en África, aunque el uso general de la expresión restringe la localización geográfica al África subsahariana o «África negra», identificando como «negros» a los sujetos de tal comercio esclavista. A pesar de ser tal denominación un estereotipo que no indica en realidad ninguna categoría antropológica científicamente establecida, la identificación de sus rasgos físicos, especialmente de la piel oscura, fue la base de su discriminación racial.

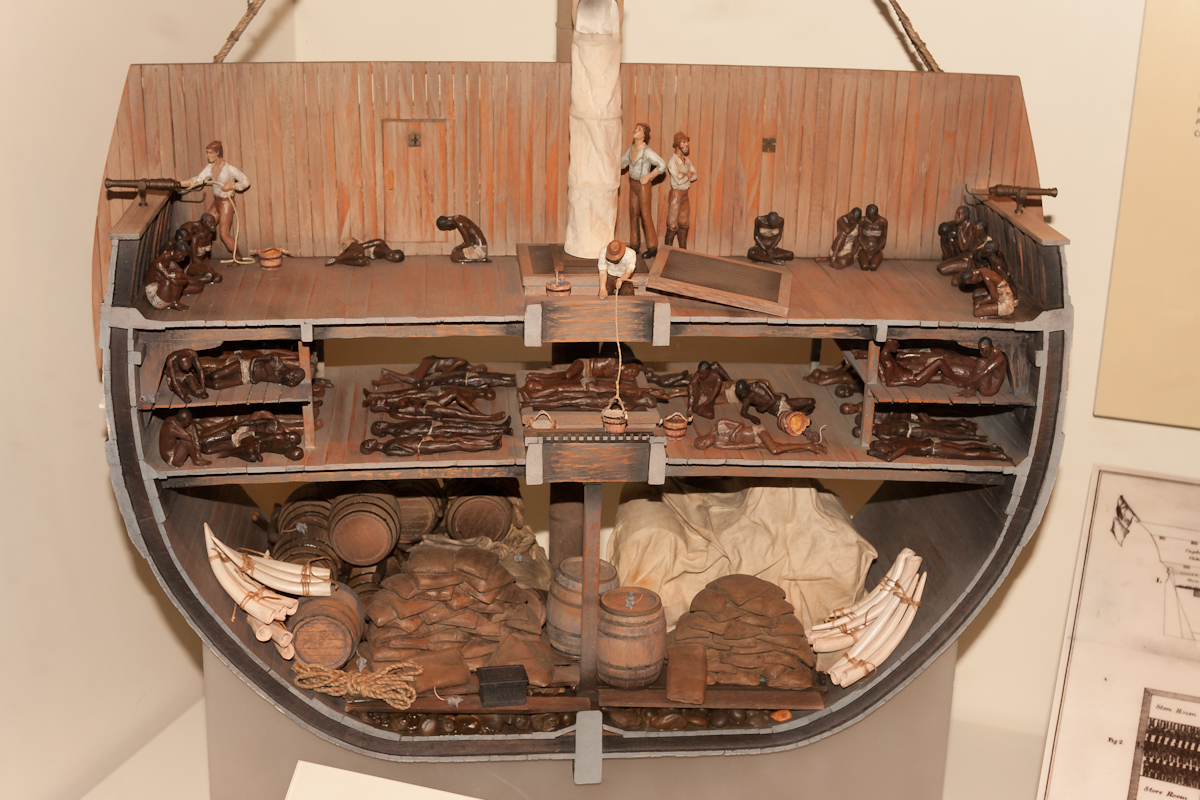
Modelo de barco negrero de principios del (Museo Nacional de Historia Estadounidense)

En el continente africano fueron comunes desde la Edad Antigua diferentes sistemas de esclavitud en múltiples lugares. En algunas sociedades africanas, las personas esclavizadas también podían pasar a ser trabajadores no abonados y completamente integradas en la sociedad. En otras, se las trataba peor. Cuando el comercio árabe de esclavos y el comercio atlántico de esclavos comenzaron, los sistemas esclavistas locales cambiaron y pasaron a suministrar cautivos a los mercados esclavistas de otros continentes.
Alrededor del 36% del comercio de esclavos en el Atlántico entre 1600 y 1885 fue realizado por el Imperio británico, por delante del Imperio colonial francés, donde el 30% del comercio de esclavos en el Atlántico entre 1600 y 1885 fue realizado por Francia. 

## Esclavitud dentro de África

Mapa simplificado de los principales estados, reinos e imperios de África en el.

Numerosos pueblos, como los ashanti de Ghana y los yoruba de Nigeria, tomaron parte en el comercio de esclavos. Grupos como los imbangala de Angola y los nyamwezi de Tanzania servían como intermediarios o bandas errantes, llevando a cabo guerras contra los estados africanos para capturar personas y exportarlas como esclavos. Diferentes agentes comerciales europeos y árabes que trataban con esclavos también apoyaban a aquellos gobernantes que favorecían sus intereses. Solían favorecer activamente a un grupo contra otro para provocar deliberadamente el caos y continuar así sus actividades de esclavitud.
La esclavitud en las sociedades africanas tenía que ver más con una servidumbre contratada. Los esclavos no se utilizaban para ser propiedad de otros hombres, ni para ser esclavizados de por vida. Los esclavos africanos generalmente recibían sueldos y podían acumular propiedades. A menudo compraban su propia libertad y podían lograr promoción social, como los hombres libres de la Antigua Roma. Algunos incluso alcanzaron el estatus de reyes, como por ejemplo Jaja de Opobo y Sonni Alí.

## Esclavos capturados en África

### Comercio transahariano
El primer comercio externo de esclavos fue el comercio transahariano de esclavos. Aunque había existido desde hacía mucho tiempo algún tipo de comercio en el río Nilo y un limitado comercio a través del desierto occidental, el transporte de importantes volúmenes de esclavos no se hizo viable hasta que los camellos fueron introducidos desde Arabia en el siglo X. En este punto, la red del comercio transahariano comenzó a funcionar con el objetivo de transportar esclavos hacia el norte. Zanzíbar fue en su día el primer puerto de comercio de esclavos de África del Este. Bajo los árabes omaníes en el siglo XIX, al menos 50 000 esclavos pasaban por la ciudad cada año.
La mayor parte de historiadores estiman que entre 11 y 18 millones de esclavos africanos cruzaron el mar Rojo, el océano Índico y el desierto del Sáhara entre los años 650 hasta el 1900.

### Comercio en el océano Índico
El comercio de esclavos a través del océano Índico también tiene una larga historia, comenzando con el control de las rutas marítimas por comerciantes afro-árabes en el siglo IX. Se estima que solo unos miles de esclavos eran tomados cada año desde el mar Rojo y la costa del océano Índico. Estos eran vendidos por todo Oriente Medio. Este tráfico se aceleró a medida que fueron apareciendo mejores buques mercantes, así como a consecuencia del aumento de la demanda de fuerza de trabajo para las plantaciones de la región. En un momento dado, decenas de miles de esclavos eran tomados cada año.

### Comercio en el océano Atlántico
Los primeros europeos en llegar a las costas de Guinea fueron los portugueses. El primer europeo que compró esclavos africanos en la región de Guinea fue Antão Gonçalves, un explorador portugués del 1441. Originalmente interesados solo en el comercio de oro y especias, establecieron colonias en las islas inhabitadas de São Tomé. En el siglo XVI, los colonos portugueses descubrieron que estas islas volcánicas eran perfectas para el cultivo de azúcar. El cultivo de azúcar es intensivo en fuerza de trabajo, y los portugueses encontraban difícil atraer trabajadores a la zona como consecuencia de las elevadas temperaturas, falta de infraestructuras y duras condiciones de vida. Para cultivar el azúcar los portugueses hicieron uso de un importante número de esclavos africanos. El fuerte San Jorge de la Mina en la Costa de Oro británica, originalmente construido por africanos para los portugueses en 1482 con el objetivo de controlar el comercio de oro, se convirtió en un importante depósito de esclavos que eran transportados al Nuevo Mundo.
| Trata de esclavos a América |           |           |           |
| Destino                     | 1500-1810 | 1811-1870 | Total     |
| Brasil                      | 2 501 000 | 1 145 000 | 3 646 000 |
| América española            | 947 000   | 606 000   | 1 553 000 |
| Caribe no español           | 3 698 000 | 96 000    | 3 794 000 |
| Estados Unidos              | 348 000   | 51 000    | 399 000   |
| Total                       | 7 494 000 | 1 898 000 | 9 392 000 |

Las españoles fueron los primeros europeos en utilizar esclavos africanos en el Nuevo Mundo en islas como Cuba, Puerto Rico y La Española, donde la alarmante tasa de mortalidad de la población nativa provocó las primeras leyes reales para proteger a la población local (Leyes de Burgos, 1512–1513). Los primeros esclavos africanos llegaron a La Española en 1501 poco tiempo después de que la Bula menor Inter caetera de 1493 concediera todo el Nuevo Mundo a España.
El aumento de la penetración en América por los portugueses creó una mayor demanda de fuerza de trabajo en Brasil, principalmente para cosechar y trabajar en las minas. Las economías basadas en la fuerza laboral de los esclavos rápidamente se expandieron al Caribe y a la franja sureña de lo que se conoce actualmente como Estados Unidos, donde los comerciantes holandeses llevaron los primeros esclavos africanos en 1619. Estas áreas desarrollaron una demanda insaciable de esclavos. A medida que las naciones europeas se hacían más poderosas, especialmente Portugal, España, Francia, Gran Bretaña y Holanda, comenzaron a luchar por el control del comercio de esclavos africanos, con escaso efecto sobre el tráfico local africano y árabe. Las colonias británicas en las Antillas Menores y su efectivo control naval del Atlántico Medio forzaron a otros grandes países a abandonar sus empresas como consecuencia de las ineficiencias en los costes. La Corona británica concedió privilegios a la Royal African Company, que ostentó el monopolio sobre las rutas del comercio de esclavos africanos hasta 1712.
| Trata de esclavos por imperio colonial: |           |           |           |           |           |
| América...                              | 1492-1600 | 1601-1700 | 1701-1810 | 1810-1870 | Total     |
| española                                | 75 000    | 292 500   | 578 600   | 606 000   | 1 552 100 |
| portuguesa                              | 50 000    | 560 000   | 1 891 400 | 1 145 400 | 3 646 800 |
| británica                               | 0         | 263 700   | 1 749 300 | 51 000    | 2 064 000 |
| francesa                                | 0         | 155 800   | 1 348 400 | 96 000    | 1 600 200 |
| neerlandesa                             | 0         | 40 000    | 460 000   | 0         | 500 000   |
| danesa                                  | 0         | 4000      | 24 000    | 0         | 28 000    |
| Total                                   | 125 000   | 1 316 000 | 6 051 700 | 1 898 400 | 9 391 100 |

El comercio atlántico de esclavos alcanzó su máximo hacia finales del siglo XVIII, cuando el mayor número de esclavos fueron capturados en expediciones llevadas a cabo en el interior de África Occidental. Estas expediciones eran llevadas a cabo normalmente por reinos africanos contra tribus locales más débiles. Entre estos esclavizadores en masa se encuentran el Imperio oyo (Yoruba), Imperio Kong, Reino de Benín, Imamato de Futa Yallon, Imanato de Futa Toro, Reino de Koya, Reino de Khasso, Reino de Gabú, Confederación Fante, Confederación asante y el Reino de Dahomey. Los europeos raramente entraban en el interior de África por miedo a las enfermedades tropicales y a la resistencia africana.
En 1860 llegó a Alabama el último barco negrero estadounidense, el Clotilde. A bordo iban más de un centenar de esclavos capturados en África. Hasta 2019 se creyó que el último superviviente de ese grupo fue Oluale Kossola, Cudjo Lewis, que murió en 1935, pero una investigación de aquel año señaló a una mujer llamada Rodisha, a la que su amo le puso el nombre de Sally Smith, como la última esclava africana ya que murió dos años después, en 1937.

## Efectos

### Efectos sobre la economía de África

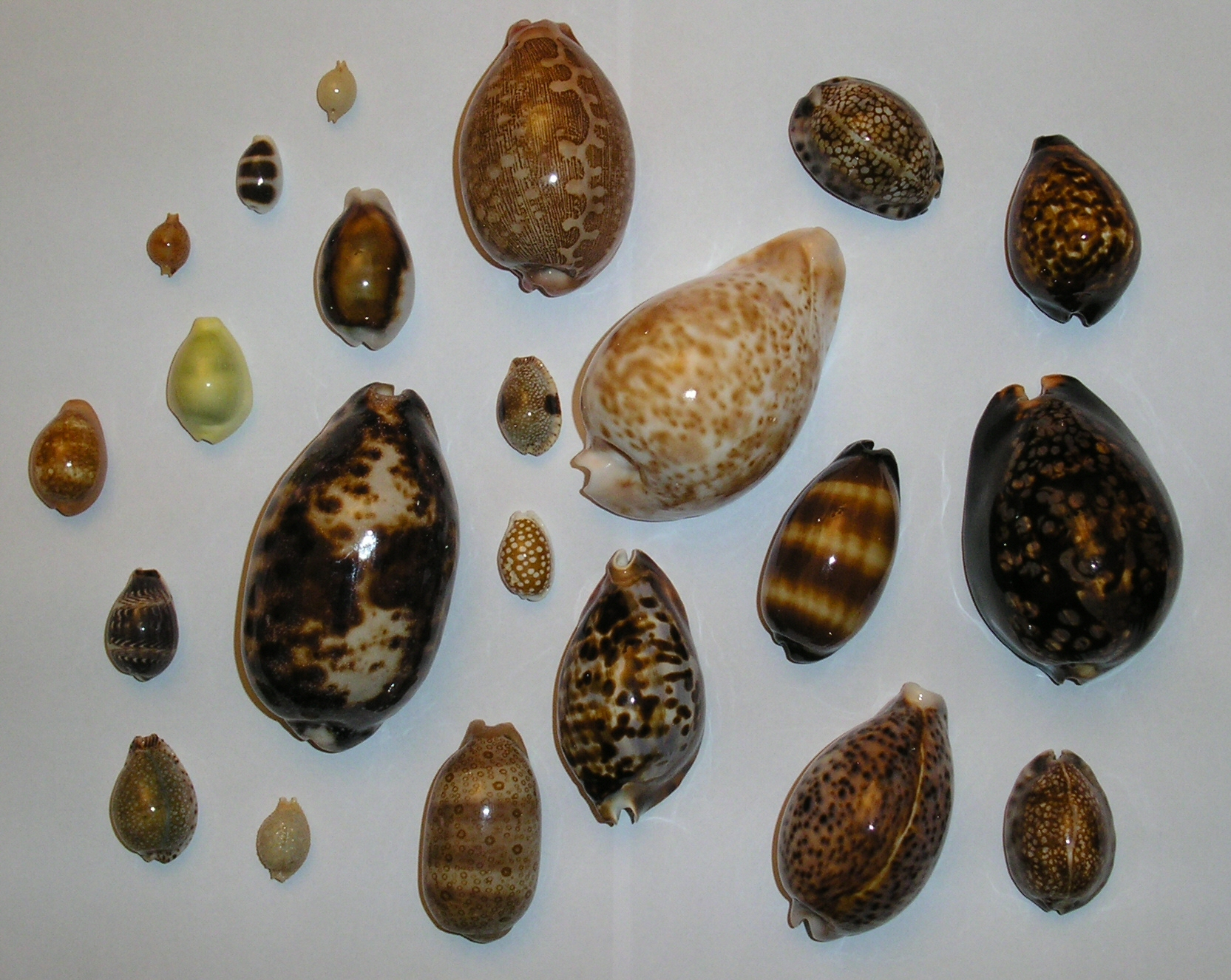
Las conchas cowrie fueron utilizadas como moneda en el tráfico de esclavos.

La mayor parte de académicos encuentran que el comercio de esclavos tuvo un efecto negativo sobre el crecimiento y desarrollo a largo plazo. Sus consecuencias últimas fueron socavar las economías locales y la estabilidad política ya que la fuerza laboral vital de las ciudades y pueblos era embarcada en el comercio oceánico a medida que las incursiones y guerras civiles se volvieron más habituales. Con el auge del comercio de esclavos a gran escala, motivado por las necesidades europeas, la esclavitud del enemigo se convirtió cada vez menos en una consecuencia de la guerra, para volverse progresivamente una razón para ir a la guerra. El comercio de esclavos impidió la formación de grupos étnicos importantes, provocando el fraccionamiento étnico y debilitando la formación de estructuras políticas estables. También redujo la salud mental y el desarrollo social de los pueblos africanos.
Existen opiniones divergentes con la corriente mayoritaria. J.D. Fage afirma que la esclavitud no tuvo un efecto desastroso a gran escala sobre los pueblos que permanecieron en África.

### Efectos sobre la economía europea
Karl Marx, en su influyente historia económica del capitalismo Das Kapital, afirmó que ' (...) la conversión de África en una madriguera para la caza comercial de pieles-negras [esto es, el comercio de esclavos], señaló el halagüeño amanecer de la era de la producción capitalista.' Marx opinaba que el comercio de esclavos era parte de lo que denominaba la "acumulación primitiva" de capital europeo, la acumulación "no-capitalista" de riqueza que había precedido y creado las condiciones financieras para la industrialización británica.
Eric Williams ha intentado mostrar la contribución de los africanos sobre la base de los beneficios del comercio de esclavos y de la esclavitud, y el empleo de esos beneficios para financiar el proceso de industrialización británico. Opina que la esclavitud de africanos fue un elemento esencial de la Revolución Industrial, y que la riqueza europea es resultado de la esclavitud. Sin embargo, argumentó que hacia el momento de su abolición había perdido su rentabilidad y que fue prohibido en Inglaterra por motivos económicos. Seymour Drescher y Robert Antsey han presentado evidencia de que el comercio de esclavos fue beneficioso hasta su abolición, y que las razones que llevaron a su cese no fueron económicas. Joseph Inikori ha mostrado que el comercio de esclavos británico fue más lucrativo de lo que las críticas de Williams podrían hacer pensar. No obstante, los beneficios del comercio de esclavos y de las plantaciones de las Indias Occidentales eran inferiores al 5 % de la economía británica en la época de la Revolución Industrial.

### Efectos demográficos
Los efectos demográficos del tráfico de esclavos son uno de los temas más debatidos y controvertidos. Decenas de millones de personas fueron sacadas de África a través del comercio de esclavos, por lo que el efecto que esto tuvo en África es una importante cuestión. Walter Rodney afirmó que la exportación de tanta gente ha sido un desastre demográfico para África y ha dejado a este continente en permanente desventaja frente a otras partes del mundo, lo que en buena medida explica la continuada pobreza del continente.
Otros han desafiado esta visión, como J. D. Fage o David Eltis.
| Estimación de la trata a otros continentes: Solo incluye los esclavos que llegaron vivos. |                  |                   |                   |                  |
| Destino                                                                                   | Período 650-1500 | Período 1500-1800 | Período 1800-1900 | Período 650-1900 |
| América                                                                                   | 81 000           | 7 766 000         | 3 314 000         | 11 159 000       |
| Trans-Sahara                                                                              | 4 270 000        | 1 950 000         | 1 200 000         | 7 420 000        |
| Asia                                                                                      | 2 200 000        | 1 000 000         | 934 000           | 4 134 000        |
| Total                                                                                     | 6 551 000        | 10 716 000        | 5 448 000         | 22 713 000       |

## Abolición

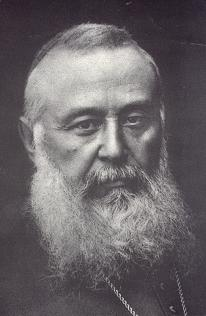
Charles Martial Lavigerie (1825-1892).

A finales del siglo XVIII, Francia fue el segundo país europeo en abolir la esclavitud, en 1794, si bien fue recuperada por Napoleón en 1802, y prohibida finalmente en 1848. En la práctica, el comercio de esclavos en África continuó durante los siglos XIX y XX, combatido por personalidades como Charles Martial Lavigerie (1825-1892), primer arzobispo de Argel, y María Teresa Ledóchowska (1863-1922), llamada la «madre de las misiones de África». El 9 de enero de 1902, con ocasión de la compra de la libertad de un esclavo para luego liberarlo, Carlos de Foucauld (1858-1916) escribió a Dom Martin, abad del monasterio francés de Nuestra Señora de las Nieves, una carta en la cual señaló su indignación por el tema de la esclavitud subsistente:

Lo que usted dice es lo que hago de cara a los esclavos, pero dicho esto, y aliviándolos en la medida de lo posible, me parece que el deber no acaba allí y que hace falta decir, o hacer decir a quien puede: «Esto no está permitido, ay de ustedes, hipócritas, que escriben en los sellos y en todos los lugares: "Libertad, igualdad, fraternidad", "Derechos del Hombre", y que luego clavan el hierro del esclavo; que condenan a las galeras a quienes falsifican los billetes de banco y permiten luego robar los niños a sus padres y venderlos públicamente; que castigan el robo de un pollo y permiten el robo de un hombre» (de hecho, casi todos los esclavos de esta región son niños nacidos libres arrancados con violencia, por sorpresa, de sus padres). [...]
Carta a Dom Martin, 7 de febrero de 1902

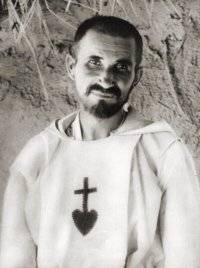
Carlos de Foucauld (1858-1916).

En 1807, el Parlamento británico aprobó la Ley para la Abolición del Comercio de Esclavos, bajo la cual los capitanes de buques de esclavos podían ser severamente penados por cada esclavo transportado. Fue superada por la ley abolicionista de 1833, que liberó todos los esclavos del Imperio británico. La abolición fue extendida al resto de Europa. 
En Turquía la esclavitud se abolió en 1847.
En 1820, el comercio de esclavos comenzó a castigarse en Estados Unidos con la pena de muerte.